# Gerhart Kraaz
Gerhart Kraaz (* 22. Mai 1909 in Berlin; † 26. August 1971 in Frankfurt am Main) war ein deutscher Maler, Grafiker und Illustrator.

## Leben und Werk
Gerhart Kraaz wurde als sechstes von sieben Kindern geboren. Seine Mutter war Lucie Kraaz, geb. Schröter, der Vater der Architekt Johannes Kraaz. Nachdem der Vater im Alter von vierundvierzig Jahren gestorben war, gelangten die jüngsten Söhne Gerhart und Wolfgang in das wohlhabende jüdische Waisenhaus Moshe-Stift, in dem sie die Schule besuchten, ohne die Mittlere Reife zu erlangen.
Gerhart begann zu malen und kleinformatige Kaltnadelstiche anzufertigen. Aus dem Jahr 1922 stammt sein erstes Gemälde, eine kleine Ölstudie der lesenden siebenjährigen Eva. Zwischen 1925 und 1929 besuchte Kraaz die Vereinigten Staatshochschulen für freie und angewandte Kunst in Berlin-Charlottenburg. Seine Lehrer waren Ludwig Bartning, Ferdinand Spiegel, sowie für den Holzstich Oskar Bangemann. Die aus diesen Jahren bekannten Arbeiten, darunter eine Radierung, zwei Holzstiche und ein Gemälde, spiegeln die traditionell und handwerklich ausgerichtete Lehrauffassung. Durch die Fürsprache eines seiner Professoren wurde Kraaz gleichzeitig der kostenlose Besuch von Kursen an der Preußischen Akademie der Künste ermöglicht, wo er u. a. bei Max Liebermann lernte.
1929 heiratete er Ruth Brandis. Noch im selben Jahr begannen beide mit der Bewirtschaftung des Bauernhofes „Kiek Över“ bei Zingst auf der Halbinsel Darß. Während Kraaz den landwirtschaftlichen Aufgabenbereich übernahm, führte seine Frau eine Pension für Feriengäste. Reproduktionen von Federzeichnungen dokumentieren einen Teil der künstlerischen Tätigkeit aus dieser Zeit: Bauernhäuser und Landschaftsmotive.
1931 übernahm das Ehepaar für vier Jahre den abgelegenen „Unkenhof“ bei Reulbach (Rhöngebirge), wo 1934 der Sohn Albrecht zur Welt kam.

## Künstlerisches Schaffen
Ab 1933 hatte er als Mitglied des „Bundes Fuldaer Künstler“ Gelegenheit, sich mit seinen nebenbei entstandenen Landschaftsgemälden, Zeichnungen und Kaltnadelstichen an Ausstellungen in Fulda im Künstlerheim am Steinweg zu beteiligen. Nach der Auszeichnung einer Rhönskizze in einem von der „Fuldaer Zeitung“ 1933 ausgeschriebenen Wettbewerb wurde 1934 auch eine Auswahl von feinen, z. T. durch Verse ergänzten Federzeichnungen in die Ausstellung „Werke heimatlicher Künstler“ im Schausaal der Landesbibliothek aufgenommen.
In der Würzburger Otto-Richter-Halle wurden im gleichen Jahr Grafiken von Kraaz zusammen mit Zeichnungen und Aquarellen des Würzburger Künstlers Theo Dreher in einer Doppelausstellung gezeigt. Nach dem Leipziger Kunstverein reagierte auch die Berliner Kunstszene auf die akribischen Landschaftszeichnungen. Sowohl in der Ausstellung des Jahres 1937 „Graphik und Kleinplastik“ im „Haus der Kunst“ als auch in der des „Vereins Berliner Künstler“ 1938 war Kraaz mit fünf bzw. sechs Arbeiten überdurchschnittlich vertreten.
Privat fallen in die Jahre 1936 bis 1938 die Geburt seiner Tochter Christiane und die Trennung von seiner Frau Ruth. Bereits kurz darauf muss ein Ruf nach Berlin erfolgt sein, denn ab 1940 hatte Kraaz dort die Leitung des Graphischen Kabinetts beim Verein Berliner Künstler (VBK) inne. Im Jahr 1940 erreichte ihn wohl ein erster Illustrationsauftrag. Für ein Gartenbaubuch von Gert von Natzmer schuf Kraaz im Rahmen gut vierzig naturgetreue Pflanzenzeichnungen.
Die Präzision und Traditionalität der Kraazschen Stiche bewogen 1941 die Stadt Potsdam zu einem Auftrag von zehn frei zu wählenden Ansichten Potsdams (2 wurden realisiert), sowie von Landschaftsaquarellen für die Programmhefte der „Potsdamer Musiktage“.
Nach der Geburt des ersten gemeinsamen Sohnes Sylvester 1941 kam zwei Jahre später auch der zweite Sohn Anselm hier zur Welt. Die zahlreichen Aquarelle dieser Jahre haben vorwiegend den See und die ihn umgebende Landschaft, von Kraaz als „wundersames, stilles, weitschwingendes und grenzenlos dahinträumendes Land“ empfunden, zum Motiv. Sie waren es offensichtlich, die 1943 die „Organisation Todt“ dazu bewogen, dem Künstler ein vierwöchiges Norwegenstipendium zu gewähren, mit welchem Kraaz offiziell als Kriegsberichterstatter entsandt wurde, das ihm inoffiziell jedoch eine Studienreise ermöglichte, die einen nach eigenem Empfinden „schon lange sich vorbereitenden Aufbruch“ auslöste und eine ergiebige Schaffensphase einleitete. Zu den letzten bekannten Arbeiten dieser Jahre gehören die Norwegenaquarelle, von denen einige Kraaz‘ gesamten Beitrag zur Münchner Kunstausstellung 1944 bildeten und andere später die Farbtafeln eines Firmen-Jahreskalenders schmückten.
Im Frühjahr 1945 zog Kraatz mit einem LKW-Transport ins oberfränkische Maingebiet, in ein Flüchtlingsquartier in Lettenreuth.
Kraaz, der im vorangegangenen Oktober die Gemälde für einen dreiflügeligen Altar in der Kapelle von Görau (Pfarrei Modschiedel, Gemeinde Weismain) fertiggestellt hatte und an einem zweiten Altar für die Kapelle des nahe gelegenen Loffeld (Gemeinde Staffelstein) arbeitete, sah in diesen Aufträgen sein Betätigungsfeld für die Zukunft. Die Altarmalerei, umfangreiche Naturstudien, Porträts, die Annahme von Schülern und kunsthandwerkliche Entwürfe waren Bestandteile dieses „Programms“.
In Frankfurt entstanden 1949 die frühesten bekannten Allegorien von Kraaz wie „Der Arme und der Reiche“ und „Der Tänzer auf dem dünnen Eis“, deren sozialkritische Weltsicht eine tiefe Resignation widerspiegelt.
In den fünfziger Jahren schließlich erfolgte die allmähliche Hinwendung des Künstlers zur Illustration als Hauptaufgabengebiet über einen Auftrag der Büchergilde Gutenberg. Dann wurde auch Kraaz Mitglied der sozialdemokratisch ausgerichteten „WipoG“ und ab 1953 bis 1965 Illustrator ihrer zweimonatlich erscheinenden „Offenen Welt“. Um 1950 zog Kraaz nach Bad Homburg vor der Höhe.
Die ab 1956 immer zahlreicher eingehenden Aufträge für Buchillustrationen beinhalteten in zunehmendem Maße auch Zeichnungen zu literarischen Vorlagen und ermutigten Kraaz 1958 zu zwei Privatdrucken: Zusammen mit dem Typographen und Grafiker Max Waibel gab er Platons „Höhlengleichnis“ mit drei Illustrationen und Hölderlins Gedicht Patmos mit einer Zeichnung in kleinster Auflage heraus. Die beiden Drucke im Oktavformat wurden unmittelbar nach ihrem Erscheinen in die 1957 zusammengestellte Ausstellung „Deutsche Buchillustration der Gegenwart“ aufgenommen. Im folgenden Jahr nahm Kraaz mit zwei illustrierten Büchern an der in den USA stattfindenden Wanderausstellung „Modern German Book Design“ teil. Nach der mit 243 aquarellierten Zeichnungen ausgestatteten Ausgabe von Andersens Märchen von 1959, die innerhalb von vier Jahren in sechs Auflagen gedruckt wurde, stellten die 1961 erschienenen 230 Kreidezeichnungen zu Cervantes’ „Don Quijote“ ein erstes Hauptwerk dar.
Die Wohnung in der Bad Homburger Parkstraße blieb für die nächsten zehn Jahre Wohnsitz und Atelier des Künstlers.
In der Parkstraße entstanden nun die Entwürfe für die Mappe „Canticum Canticorum. Das Hohe Lied“, das erste in großem Rahmen bibliophile Werk der von Kraaz illustrierten Bücher. Verantwortlich für die Ausstattung war der 1907 geborene Gotthard de Beauclair. Seit 1928 als Buchdesigner und Typograph verantwortlich für das Aus- und Ansehen der Erzeugnisse des Insel-Verlages, seit 1951 als Leiter auch für das der Frankfurter Trajanus-Presse, hatte er 1962 seine eigene Edition „Ars libri“ in Frankfurt gegründet. Bereits im ersten Jahr ihres Bestehens erschien hier „Das Hohe Lied“ mit dreißig Lithographien von Kraaz, das noch im selben Jahr vom Bund Deutscher Buchkünstler im Rahmen seiner jährlichen Auszeichnung unter die schönsten Bücher des Jahres gewählt wurde. Mit dem Hohenlied begann für Kraaz die bis zu seinem Tode andauernde enge Zusammenarbeit und Freundschaft mit dem engagierten Drucker Paul Robert Wilk.
Nach dem Hohenlied erschienen 1963 zwei ebenfalls mit Originallithographien ausgestattete Bücher, Hausmann: „Bremen“ und Boccaccio: „Decamerone“. Für die Illustrationen der 1964 bei Rütten & Loening erschienenen „Faust“ Ausgabe wurde Kraaz erneut von Gotthard de Beauclair herangezogen, und wiederum entstand aus der Zusammenarbeit von Kraaz und de Beauclair eines der im Hinblick auf die Verbindung von Text und Bild gelungensten Bücher. Noch im gleichen Jahr zeigte das Frankfurter Goethe-Museum in einer Einzelausstellung 123 Vorstufen und Endfassungen der Kraazschen Illustrationen zum „Faust“.
In der Gruppe der unveröffentlichten Arbeiten befinden sich Zeichnungen zum Alten und Neuen Testament. 1966 kamen verstärkt Motive antiker Autoren wie Homer hinzu.
1965 trat nun eine charakteristische Mischtechnik aus Feder, trockenem und halbtrockenem Pinsel in den Vordergrund. In der Illustration ging Kraaz vielfach über die Verbildlichung im Text beschriebener Momente hinaus und wählte stattdessen frei assoziierte, stets jedoch zur Schrift und ihrem geistigen Umfeld passende Motive. Kommerziell waren die Jahre nach 1965 zunehmend erfolgreich. Ab 1967 brachten regelmäßige Beiträge für die Frankfurter Allgemeine Zeitung, darunter vor allem die 1972 von dem verantwortlichen Redakteur Nikolas Benckiser auch in Buchform herausgegebenen Zeichnungen zu der Folge „Deutsche Landschaften“ Kraaz einem breiten Publikum näher. Einzelausstellungen wie die des Offenbacher Klingspor-Museums, des Marburger Instituts für Kirchenbau und kirchliche Kunst der Gegenwart, des Ulmer Kunstvereins und der Deutsch-Italienischen Vereinigung in Frankfurt bildeten den Auftakt zu einer ganzen Reihe von Ausstellungen in den Jahren 1969 bis 1973. Die umfangreichste und wichtigste unter ihnen war die des Mainzer Gutenberg-Museums, die von März bis Mai 1970 Zeichnungen, Buchgraphik und Lithographien zeigte.
Am 26. August 1971 erlag Kraaz während der Arbeit einem Herzinfarkt.

## Illustrierte Bücher und Mappenwerke (Auswahl)
Insgesamt erschienen 63 Bücher mit Illustrationen in unterschiedlichen Ausgaben. Nachfolgend eine Auswahl der wichtigsten Werke:
- Pedro de Alarcón: Der Dreispitz. Erich Hoffmann Verlag, Heidenheim 1965.
- Hans Christian Andersen: Die schönsten Märchen von Hans Christian Andersen. Sigbert Mohn Verlag, Gütersloh 1959.
- Stefan Andres: El Greco malt den Großinquisitor. Mohn & Co. GmbH (Bertelsmann Lesering), Gütersloh 1958.
- Giovanni Boccaccio: Das Dekameron. Privatdruck und Ludwig & Mayer, Frankfurt am Main 1963.
- Canticum Canticorum. Das Hohe Lied. Ars Libri Verlag Gotthard de Beauclair, Frankfurt am Main 1962.
- Miguel de Cervantes Saavedra: Leben und Taten des scharfsinnigen edlen Don Quixote von La Mancha. Rütten & Loening, Hamburg 1961.
- Charles Dickens: David Copperfield. Verlag der Freizeit-Bibliothek, Hamburg 1961.
- Alexandre Dumas: Der Graf von Monte Christo. Bertelsmann Lesering, Gütersloh 1957.
- Alexandre Dumas: Die drei Musketiere. Mohn & Co., Gütersloh 1961.
- Alexandre Dumas: Zwanzig Jahre nachher. Mosaik-Verlag, Hamburg 1963.
- Alexandre Dumas: Das Halsband der Königin. Mohn & Co., Gütersloh o. J.
- Howard Fast: Die letzte Grenze. Büchergilde Gutenberg, Frankfurt am Main 1968.
- Johann Wolfgang von Goethe: Faust. Rütten & Loening, München 1964.
- Hans Jakob Christoffel von Grimmelshausen: Die Lebensbeschreibung der Erzbetrügerin und Landstörzerin Courasche. Büchergilde Gutenberg, Frankfurt-Wien-Zürich 1970.
- Hermann Hesse: Das Glasperlenspiel. Max Waibel und Schriftgießerei Ludwig & Mayer, Frankfurt am Main 1959.
- Das Buch Hiob. Paul Robert Wilk, Seulberg 1971.
- Johannes von Tepl: Der Ackermann und der Tod. Maximilian Dietrich-Verlag, Memmingen 1965.
- Gottfried Keller: Sämtliche Novellen. Bertelsmann Lesering, Gütersloh 1965.
- Johann Jacobus Klant: Das etwas seltsame und durchaus abenteuerliche Menschenleben des einstigen Kasper Jan Klaassen. Süddeutscher Verlag, München 1958.
- Platon: Das Höhlengleichnis. Schriftgießerei Ludwig & Mayer, Frankfurt am Main 1958.
- Stendhal: Meisternovellen. Carl Schünemann Verlag, Bremen 1969.
- Adalbert Stifter: Bunte Steine. Büchergilde Gutenberg, Frankfurt am Main 1951.
- Leo Tolstoi: Glück der Ehe. Roman. Bertelsmann Lesering, Gütersloh 1957.